# Халед Махфуз Баха
Халед Баха (араб. خالد محفوظ بحاح‎; род. 1 января 1965) — йеменский государственный деятель, премьер-министр Йемена (2014—2015), вице-президент Йемена (в изгнании) (2015—2016).

## Биография
В 2011 году Баха активно поддержал революцию в Йемене. Он покинул правящую партию, обвинив Салеха в применении насилия против своего народа. Продолжил служить в йеменском посольстве в Канаде.
13 апреля 2014 года был назначен вице-президентом Йемена, но подал в отставку 22 января 2015 года, после тяжёлых боёв возле президентского комплекса.
Баха было приказано вернуться к работе, но он и его бывшие министры отказались. В марте 2015 года Баха был выпущен из-под домашнего ареста и немедленно покинул Сану.
13 апреля 2015 года, находясь в изгнании в Саудовской Аравии, во время вторжения саудовской коалиции в Йемен, был назначен вице-президентом страны. 16 сентября Баха вернулся в Аден с несколькими министрами, чтобы руководить действиями лоялистов и коалиции.
3 апреля 2016 года президент Йемена Абд Раббо Мансур Хади освободил от должности Халеда Баха. На его должность был назначен генерал Али Мохсена аль-Ахмара.